# Мойя, Пол
Пол Мо́йя Бе́триу (кат. Pol Moya Betriu; род. 9 декабря 1996, Андорра-ла-Велья, Андорра) — андоррский легкоатлет, специализирующийся в беге на 800 метров. Участник летних Олимпийских игр 2016 года.

## Биография
Его родители, Жоан Рамон Мойя и Мария Бетриу, также в прошлом бегуны на средние и длинные дистанции, в 90-х годах выступали под флагом Испании. По национальности они каталонцы, к моменту рождения Пола жили в Андорре. Поэтому их сын стал гражданином этой небольшой страны в Пиренеях.
В детстве увлекался хоккеем и только в 17 лет всерьёз начал заниматься бегом. Первым тренером для него стал отец. После окончания школы Пол поступил в Политехнический университет в Барселоне, где параллельно с изучением информатики стал повышать свои спортивные результаты у Хосе Антонио Прието. Довольно скоро он стал считаться самым перспективным легкоатлетом Андорры.
Благодаря регламенту ИААФ и ЕА (которые предоставляют квоты на свои турниры развивающимся и маленьким странам), Мойя стал участвовать в крупных соревнованиях, даже несмотря на отсутствие необходимого норматива. Так ему удалось выступить на чемпионатах мира и Европы среди юниоров, а также взрослом чемпионате мира в помещении 2016 года.
В 2016 году установил рекорд Андорры в помещении — 1.49,84. Летом занял 5-е место на чемпионате Испании (уступив победителю менее секунды), на этой же позиции оказался в финале чемпионата Средиземноморских стран среди молодёжи. Представлял Андорру на Олимпийских играх. Ограничился выступлением в предварительном забеге на дистанции 800 метров, заняв общее 37-е место из 57 стартовавших участников.
Был знаменосцем своей страны на церемонии закрытия Игр в Рио-де-Жанейро.
В 2017 году завоевал две медали на Играх малых государств Европы, бронзовую в беге на 800 метров и серебряную на 1500 метров.

## Основные результаты
| Год  | Турнир                          | Место проведения         | Дисциплина       | Место       | Результат |
| ---- | ------------------------------- | ------------------------ | ---------------- | ----------- | --------- |
| 2014 | Чемпионат мира среди юниоров    | Юджин, США               | 800 м            | 47-е (заб.) | 1.58,44   |
| 2015 | Европейские игры                | Баку, Азербайджан        | 800 м            | 9-е         | 1.54,88   |
| 2015 | Европейские игры                | Баку, Азербайджан        | 1500 м           | 10-е        | 4.04,55   |
| 2015 | Европейские игры                | Баку, Азербайджан        | эстафета 4×400 м | 12-е        | 3.36,47   |
| 2015 | Чемпионат Европы среди юниоров  | Эскильстуна, Швеция      | 800 м            | 33-е (заб.) | 1.56,04   |
| 2016 | Чемпионат мира в помещении      | Портленд, США            | 800 м            | 14-е (заб.) | 1.54,19   |
| 2016 | Чемпионат Европы                | Амстердам, Нидерланды    | 800 м            | 19-е (заб.) | 1.50,03   |
| 2016 | Олимпийские игры                | Рио-де-Жанейро, Бразилия | 800 м            | 37-е (заб.) | 1.48,88   |
| 2017 | Чемпионат Европы в помещении    | Белград, Сербия          | 800 м            | 19-е (заб.) | 1.50,88   |
| 2017 | Игры малых государств Европы    | Серравалле, Сан-Марино   | 1500 м           | 2-е         | 4.01,06   |
| 2017 | Игры малых государств Европы    | Серравалле, Сан-Марино   | 800 м            | 3-е         | 1.50,72   |
| 2017 | Чемпионат Европы среди молодёжи | Быдгощ, Польша           | 800 м            | 11-е (заб.) | 1.49,48   |
| 2017 | Чемпионат мира                  | Лондон, Великобритания   | 800 м            | 37-е (заб.) | 1.49,06   |